# Filips II van Baden-Baden
Filips II van Baden-Baden (Baden-Baden, 19 februari 1559 - aldaar, 7 juni 1588) was van 1569 tot 1588 markgraaf van Baden-Baden. Hij behoorde tot het huis Baden.

## Levensloop
Filips II was de zoon van de protestantse markgraaf Filibert van Baden-Baden en de katholieke Mechtilde van Beieren, dochter van hertog Willem IV van Beieren. Zijn vader kwam in oktober 1569 om het leven tijdens de slag van Moncontour, waarna Filips en zijn drie zussen opgroeiden bij hun voogd, hun oom Albrecht V van Beieren. Van zijn oom kreeg Filips een strikt katholieke opvoeding. Aan de universiteit van Ingolstadt werd hij onderwezen in de geest van de Contrareformatie. 
Terwijl zijn vader Filibert tijdens zijn bewind zijn onderdanen vrijheid van godsdienst had geheven, werd deze vrijheid na diens dood meer en meer ingeperkt door Filips onder invloed van zijn katholieke opvoeding. Het was nog tijdens het regentschap en de voogdij van zijn oom Albrecht V, dat de katholieke religie in 1570/1571 terug de enige staatsgodsdienst werd. Toen Filips de macht overnam, was een van zijn eerste decreten dat alle burgers van Baden-Baden kerkdiensten moesten bijwonen onder dreiging van zware straffen. 
Filips liet het Nieuwe Kasteel van Baden-Baden afbreken en liet op dezelfde plaats een nieuw prachtiger kasteel optrekken in renaissancestijl. Dit zorgde er echter voor dat de schulden van Filips II enorm toenamen. Uit een inventaris die in 1582 werd opgemaakt, bleek dat hij naast 218 muziekinstrumenten een schuld had van 200.000 gulden. Filips probeerde zijn schulden te verminderen door de commerciële sector te herverdelen en de belastingen te verhogen. Hierdoor werd de economie in het markgraafschap Baden-Baden meer een centraal geleide economie. 
Een donker hoofdstuk in de geschiedenis van het markgraafschap Baden-Baden zijn de heksenjachten, die tijdens het bewind van Filips II plaatsvonden. Het begon al tijdens het regentschap van hertog Albrecht V van Beieren, maar het aantal slachtoffer steeg vooral onder het bewind van Filips zelf. In 1580 vond de laatste heksenjacht plaats, waarbij 18 vrouwen uit de districten Rastatt, Baden-Baden en Kuppenheim op de brandstapel werden verbrand. 
Filips stierf op 29-jarige leeftijd, ongehuwd en kinderloos. Zijn neef, markgraaf Eduard Fortunatus van Baden-Rodemachern, volgde hem op als markgraaf van Baden-Baden. Hij werd begraven in de kapittelkerk van Baden-Baden.